# Pozorovatelna civilní obrany Hladový vrch
Pozorovatelna civilní obrany Hladový vrch se nachází poblíže vrcholu kopce Hladový vrch nedaleko Hošťálkovic (městský obvod Ostravy) v pohoří Vítkovská vrchovina v Moravskoslezském kraji. Tato bývalá terénní pozorovatelna vznikla v socialistickém Československu v rámci příprav na jadernou válku. Tento malý železobetonový bunkr byl postaven ve 2. polovině 50. let 20. století nad strategicky významnou uhelnou elektrárnou Třebovice. Posádku pozorovatelny tvořili vycvičení civilisté organizovaní v útvarech civilní obrany (pozorovacích družstvech), kteří se po vyhlášení „situace ohrožení“ dostavili na pozorovatelnu a sledovali přidělenou oblast. Posádka měla provádět činnosti od meteorologických měření až po vyhodnocování síly jaderného výbuchu. V 80. letech 20. století začal význam pozorovatelen civilní obrany upadat. Cesta na pozorovatelnu je nejlépe z ulice "K vodě" a je značena symboly "looped square".

## Konstrukční řešení pozorovatelny
Pozorovatelna bývala oplocena. Vstup byl zajištěn plynotěsným poklopem. Po kovových stupačkách v železobetonové stěně se sestupuje do odpočinkové místnosti. V odpočinkové místnosti se nacházel stolek s telefonem a později s radiostanicí pro komunikaci s vojenským štábem a také věšák na výstroj. Z odpočinkové místnosti se po stupačkách vstupovalo do pozorovací místnosti šestiúhelníkového půdorysu. Pozorovací místnost má v každé stěně uzavíratelný neplynotěsný průhled a také je zde jeden plynotěsný uzávěr ventilace.
Pozorovatelna byla také vybavena heliografem.

## Renovace pozorovatelny
Chvályhodnou renovaci pozorovatelny provedl spolek Pestré vrstvy. Nicméně, objekt v době používání zřejmě neměl tak pestré barvy jako dnes.

## Galerie

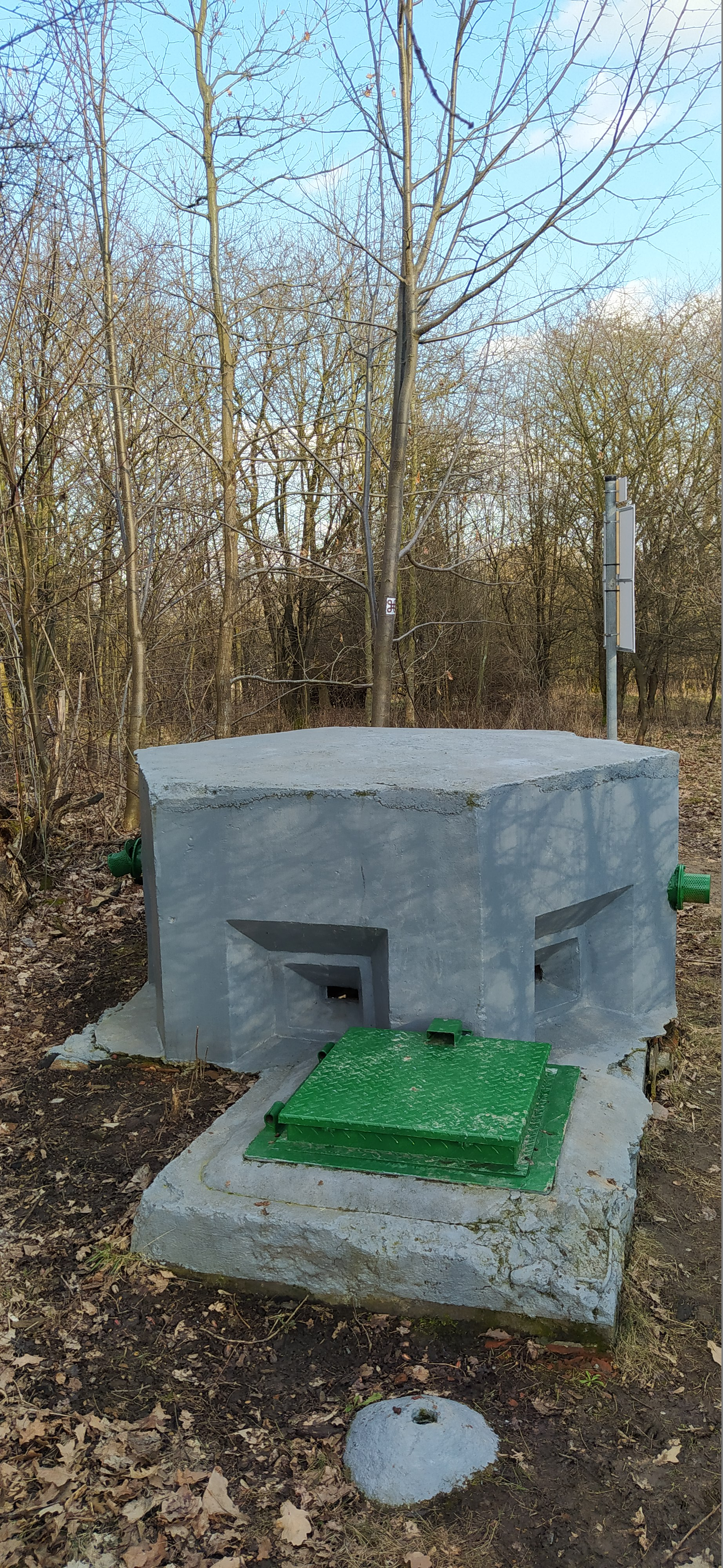
Hladový vrch - bývalá pozorovatelna civilní obrany
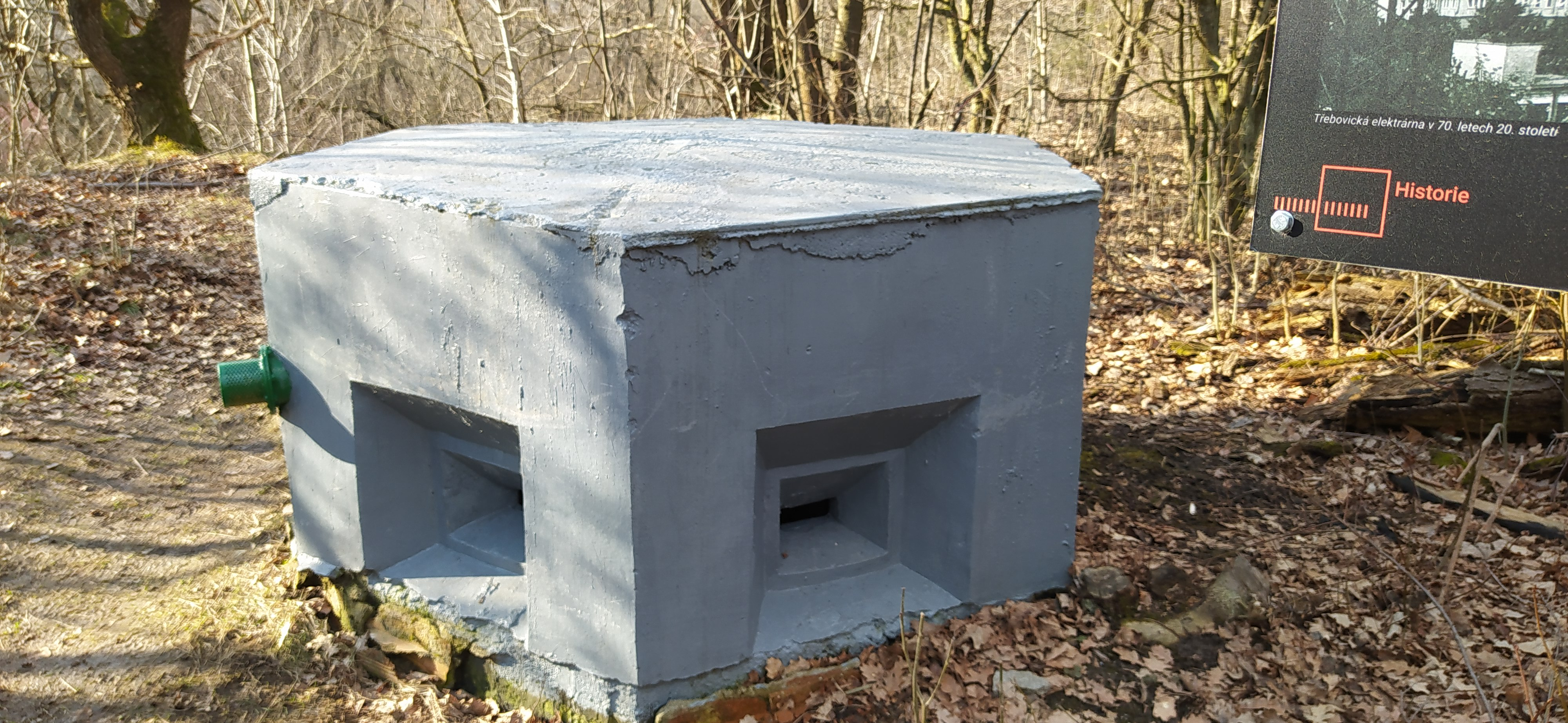
Hladový vrch - bývalá pozorovatelna civilní obrany
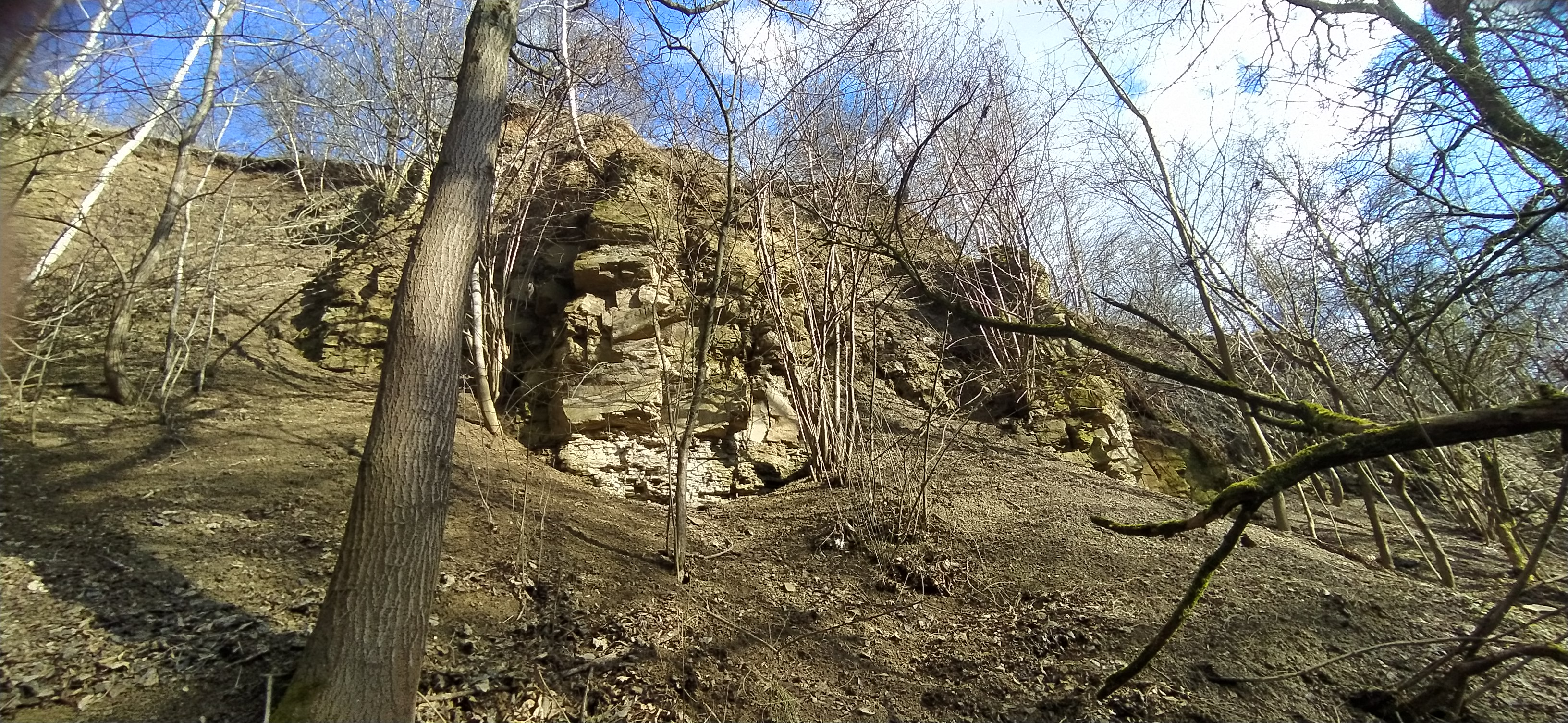
Hladový vrch - bývalý lom, kde nad útesem je bývalá pozorovatelna civilní obrany
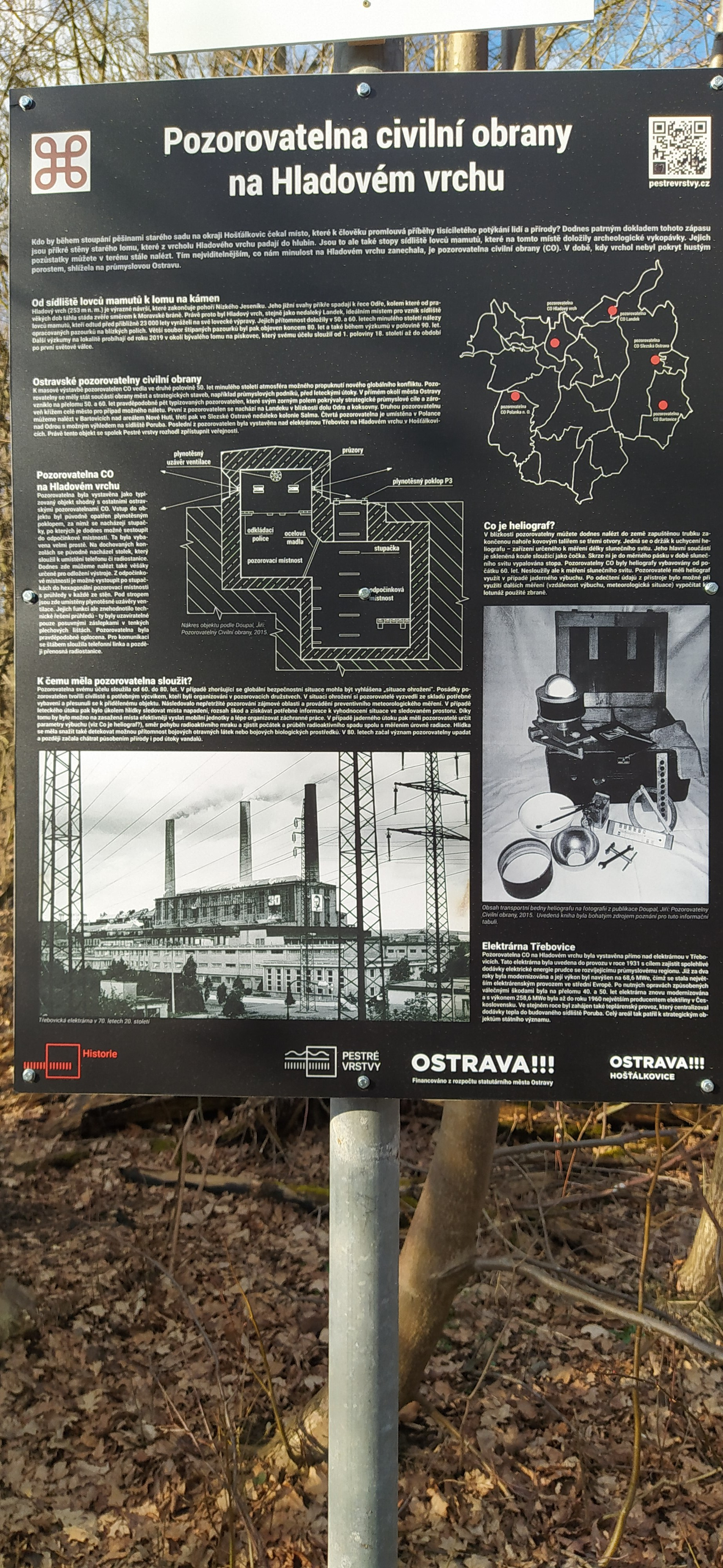
Informační tabule u pozorovatelny civilní obrany
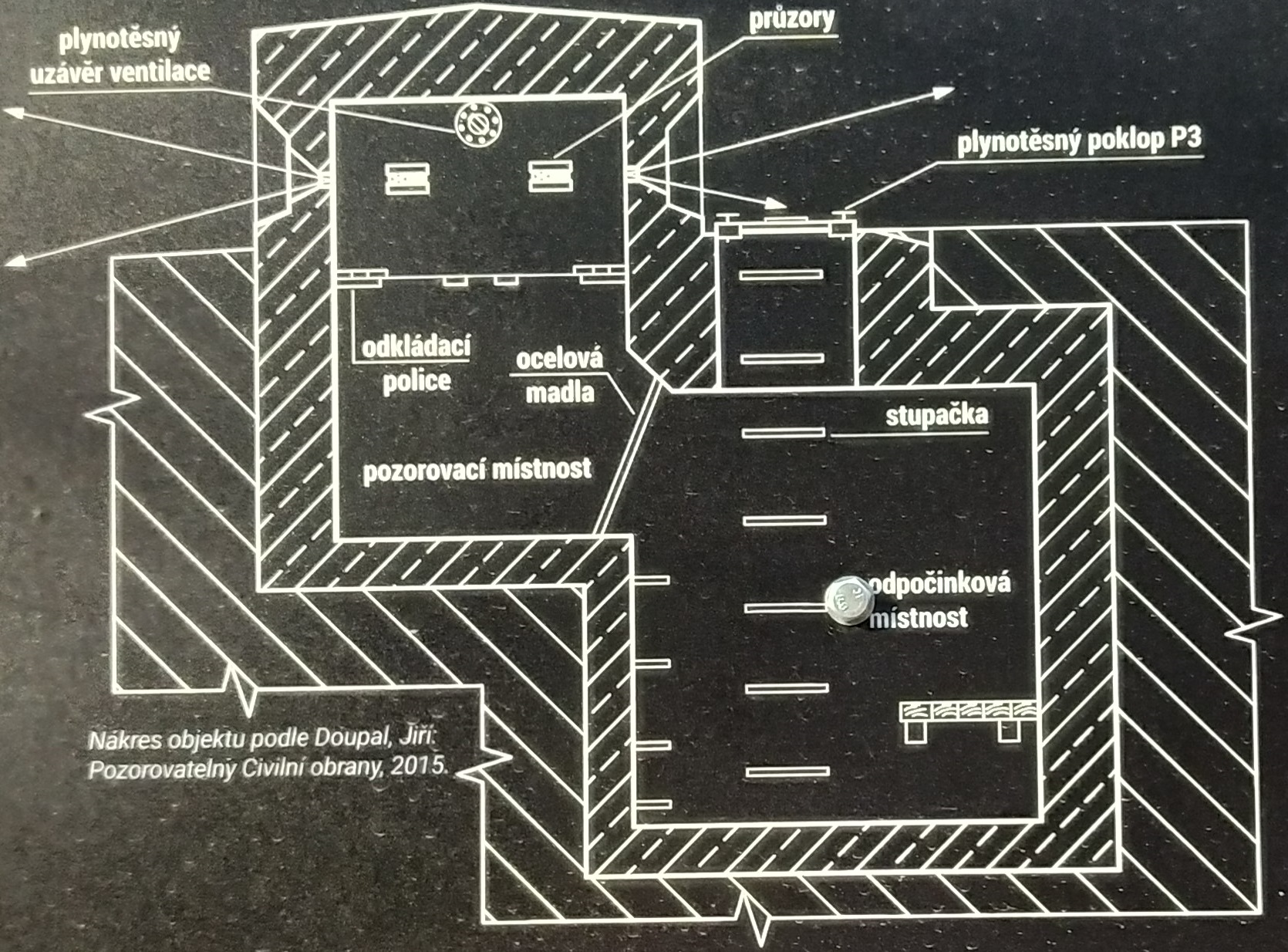
Detail informační tabule u pozorovatelny civilní obrany

## Další informace
Na Ostravsku existují ještě čtyři další bývalé pozorovatelny civilní obrany.
V místě je také bývalý lom a pravěké naleziště z doby kamenné.
Poblíže u Hošťálkovic se nachází rozhledna Hošťálkovice.
Blízko je také soutok řek Odra a Opava.